# Hippogriff

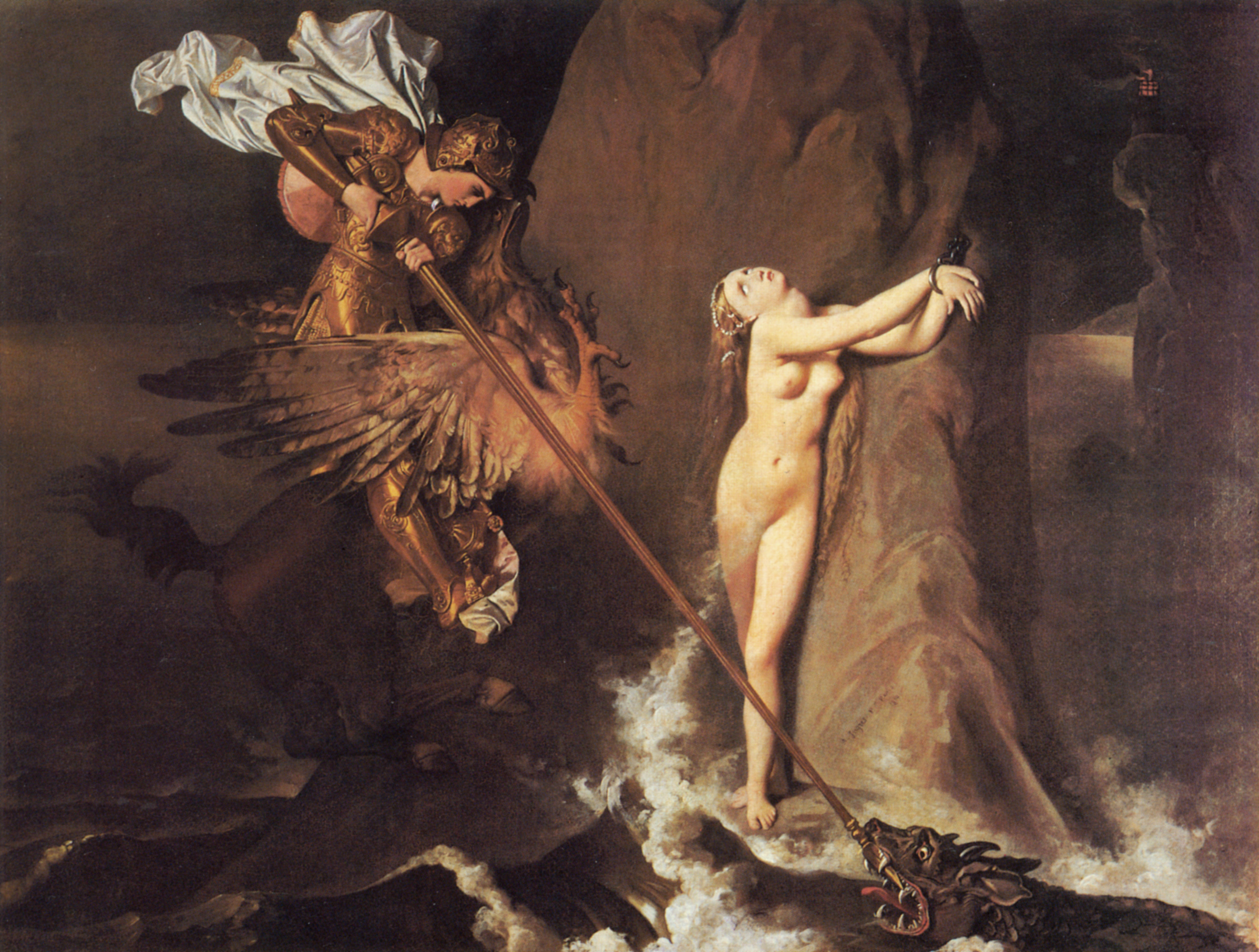
Roger och Angélique (originaltitel: Roger délivrant Angélique) av Jean Auguste Dominique Ingres, målad 1819, avbildar scenen från Orlando Furioso där Roger på en hippogryf räddar Angélique.

Hippogriff eller hippogryf, hästgrip, är ett fabeldjur, som är en avkomma av en grip och ett häststo. Djuret  skapades av Ludovico Ariosto i hans dikt Orlando furioso från 1516. Hästgripen är bevingad och har en grips framdel och en hästs bakkropp.
I litteraturen förekommer hippogryfen bland annat i den tyske diktaren Christoph Martin Wielands episka dikt Oberon och i böckerna om Harry Potter av författaren J.K. Rowling.